# هلبيات الكبريت
هلبيات الكبريت (الاسم العلمي: Thiotrichales) هي رتبة من البكتيريا تتبع طائفة متقلبات غاما.

## التصنيف
- هلبات الكبريت